# Made in Japan (álbum de Siniestro Total)
Made in Japan es el título del octavo álbum de estudio de la banda gallega Siniestro Total, grabado entre mayo y junio de 1993 y publicado por BMG en septiembre de ese mismo año. Se trata del primer álbum que el grupo graba en Memphis, y con la producción de Joe Hardy, que ya había trabajado con grupos como ZZ Top o Jeff Healey.
Este es el último disco en el que participa Miguel Costas, hasta ese momento guitarrista y cantante principal del grupo, por lo que a partir de entonces, la formación queda reducida a un cuarteto. Se realizaron videoclips de los tres sencillos del álbum, «El hombre medicina», «Yo dije Yeah» y «Cuenca minera», todos ellos a cargo del realizador Mikel Clemente, y con la colaboración de Álex de la Iglesia en «Yo dije Yeah». Los sencillos incluyeron una sola canción y el videoclip correspondiente.

## Lista de canciones
| N.º   | Título                                         | Letras           | Música          | Escritor(es) | Duración |  |
| 1.    | «Tan hermoso»                                  | Julián Hernández | Siniestro Total |              | 3:55     |  |
| 2.    | «Como me ves te verás»                         | Julián Hernández | Siniestro Total |              | 3:58     |  |
| 3.    | «Yo dije Yeah» (Arreglos de Siniestro Total)   |                  |                 | Ramón Recio  | 3:31     |  |
| 4.    | «Dile adiós al Rock and Roll»                  | Julián Hernández | Siniestro Total |              | 4:17     |  |
| 5.    | «A casa»                                       | Julián Hernández | Siniestro Total |              | 3:56     |  |
| 6.    | «Escarallado vivo»                             | Miguel Costas    | Siniestro Total |              | 2:15     |  |
| 7.    | «Trágame tierra»                               | Miguel Costas    | Siniestro Total |              | 4:03     |  |
| 8.    | «Autopista de Basora»                          | Julián Hernández | Siniestro Total |              | 3:40     |  |
| 9.    | «La corbata colombiana»                        | Julián Hernández | Siniestro Total |              | 3:47     |  |
| 10.   | «Séptimo arte»                                 | Julián Hernández | Siniestro Total |              | 2:45     |  |
| 11.   | «El hombre medicina»                           | Miguel Costas    | Siniestro Total |              | 3:06     |  |
| 12.   | «Cuenca minera»                                | Julián Hernández | Siniestro Total |              | 3:17     |  |
| 13.   | «Sin novedad en el potaje»                     | Julián Hernández | Siniestro Total |              | 4:06     |  |
| 14.   | «La sierra es la familia»                      | Julián Hernández | Siniestro Total |              | 2:19     |  |
| 15.   | «La historia del blues Vol. II» (Instrumental) |                  | Siniestro Total |              | 2:46     |  |
| 16.   | «Tener un talismán»                            | Julián Hernández | Siniestro Total |              | 4:05     |  |
| 53:55 |                                                |                  |                 |              |          |  |